# Tiburcio Osácar Echalecu
Tiburcio Osácar Echalecu (Pamplona, 14 d'abril de 1869 - Ibero, 6 d'agost de 1936) va ser un polític i editor navarrès d'ideologia socialista i membre de la junta del Partit Socialista Obrer Espanyol.
Tiburcio Osácar era un obrer tipògraf, encara que també va tenir altres ocupacions, com la venda ambulant. Va començar la seva activitat política a Saragossa, col·laborant amb El Ideal de Aragón. Durant la dècada de 1920 va estar vinculat al Partit Radical, però després es va afiliar al PSOE i va tornar a Pamplona. En 1928, era president de la societat de tipògrafs de la Federació Local de Societats Obreres de Pamplona.
A Navarra, va dirigir diverses revistes com El Thun Thun, El aurresku i Trabajadores!!, aquesta última periòdic de la Unió General de Treballadors. Va ser també dibuixant de tires còmiques.
Es va presentar a eleccions a Corts el 1931, sent el menys votat dels candidats (vegeu Resultats electorals a les Corts espanyoles a Navarra durant la Segona República).
Casat amb Lina Andrés.
En iniciar-se la Guerra Civil espanyola, va ser un dels dirigents que es va reunir amb el Governador Civil de Navarra per preparar la impossible resistència al costat de Ramón Bengaray Zabalza i Aquiles Cuadra, de Izquierda Republicana; Jesús Monzón, del Partit Comunista; el germà d'aquest germà Carmelo i Constantino Salinas, del PSOE; Antonio García Fresca, regidor; Natalio Cayuela, secretari de l'Audiència; Salvador Goñi i Antonio García Larraeche, regidors. Posteriorment es van escampar en veure que la resistència era inútil.
Va ser afusellat, sent una de les Víctimes de la Guerra Civil a Navarra.